# Тринідад (Техас)
Тринідад (англ. Trinidad) — місто (англ. city) в США, в окрузі Гендерсон штату Техас. Населення — 860 осіб (2020).

## Географія
Тринідад розташований за координатами 32°9′38″ пн. ш. 96°6′37″ зх. д. / 32.16056° пн. ш. 96.11028° зх. д. (32.160455, -96.110150).  За даними Бюро перепису населення США в 2010 році місто мало площу 39,17 км², з яких 38,60 км² — суходіл та 0,58 км² — водойми.

## Демографія
Згідно з переписом 2010 року, у місті мешкало 886 осіб у 366 домогосподарствах у складі 239 родин. Густота населення становила 23 особи/км².  Було 448 помешкань (11/км²).
Расовий склад населення:
| - 78,0 % — білих - 15,9 % — чорних або афроамериканців - 0,8 % — корінних американців - 2,7 % — осіб інших рас |

До двох чи більше рас належало 2,6 %. Частка іспаномовних становила 5,4 % від усіх жителів.
За віковим діапазоном населення розподілялося таким чином: 23,1 % — особи молодші 18 років, 58,5 % — особи у віці 18—64 років, 18,4 % — особи у віці 65 років та старші. Медіана віку мешканця становила 41,4 року. На 100 осіб жіночої статі у місті припадало 87,7 чоловіків;  на 100 жінок у віці від 18 років та старших — 85,6 чоловіків також старших 18 років.
Середній дохід на одне домашнє господарство  становив 45 537 доларів США (медіана — 35 729), а середній дохід на одну сім'ю — 53 360 доларів (медіана — 47 000). Медіана доходів становила 37 083 долари для чоловіків та 23 333 долари для жінок. За межею бідності перебувало 23,7 % осіб, у тому числі 40,3 % дітей у віці до 18 років та 16,9 % осіб у віці 65 років та старших.
Цивільне працевлаштоване населення становило 332 особи. Основні галузі зайнятості: освіта, охорона здоров'я та соціальна допомога — 24,1 %, роздрібна торгівля — 18,4 %, науковці, спеціалісти, менеджери — 10,2 %, оптова торгівля — 7,8 %.